# FK Plava Zvijezda
FK Plava Zvijezda bivši je fudbalski klub iz Podgorice, iz naselja Masline. Takmičio se u srednjoj regiji u okviru Treće lige Crne Gore.
Klub je 2001. osnovao Dragoslav Cajo Bulatović. Utakmice kao domaćin igrao je na stadionu u kasarni „Masline“, kapaciteta 50 sjedećih mjesta i oko 200 mjesta za stajanje. 
Klub ima i svoju školu fudbala koju godinama razvija i iz nje proizvodi fudbalere za takmičenja. U klubu su postojale tri takmičarske selekcije: seniori, kadeti, pioniri i škola fudbala koja se ne takmiči. 
Osvojila je Srednju regiju u sezoni 2010/11. ali je u baražu sa plasman u Drugu ligu Crne Gore završila na poslednjem mjestu, iza Igala i Petnjice.